# Oak Park (Georgia)
 Denne artikel omhandler byen i den amerikanske delstat Illinois. Opslagsordet har også en anden betydning, se Oak Park.
Oak Park er en by i den østlige del af staten Georgia i USA. Den ligger i det amerikanske county Emanuel County og har 512 (2020) indbyggere.